# Дворцовая улица (Великий Новгород)
Дворцовая улица (Большая Дворцовая улица) в исторической части Великого Новгорода расположена на Торговой стороне, между Ярославовым Дворищем и улицей Бояна и далее до территории бывшего новгородского производственного объединения «Планета».

## История
В средневековом Новгороде трасса современной улицы совпадала с Пробойной улицей упоминаемой в сохранившихся письменных источниках с 1556 года, которая проходила от церкви Успения Богорородицы на Ивановской улице Торга у Ярославова Дворища к Фёдоровскому ручью, пересекала Лубяницу, Большую Рогатицу, Иворову и Славкову улицы, а в конце XVIII века при перепланировке 1778 года на её месте была проложена Большая Дворцовая улица, которая имела значительно большую длину — она не заканчивалась на берегу Фёдоровского ручья, а по проложенному мосту, шла по Плотницкому концу к окольному земляному валу, на Завальную улицу, к церкви Бориса и Глеба. 1 апреля 1946 года по решению исполкома горсовета улицу назвали именем Александра Невского, но в 1950-х годах часть улицы была включена в территорию завода имени Ленинского комсомола (производственное объединение «Планета»), также был построен мост Александра Невского прерывавший своей насыпью, появившейся на месте бывшего ручья, улицу и за территорией завода. 9 января 1964 года участок прежней улицы за мостом, был назван в честь Героя Советского Союза — лётчика Тимура Фрунзе погибшего на территории области. 3 сентября 1970 года решением горисполкома именем Александра Невского решили наименовать набережную правого берега Волхова, а южный отрезок бывшей Дворцовой улицы наименовали улицей Герцена, в честь Александра Ивановича Герцена, который когда-то жил немногим более года в городе. Ныне название — «Дворцовая» у улицы восстановлено.

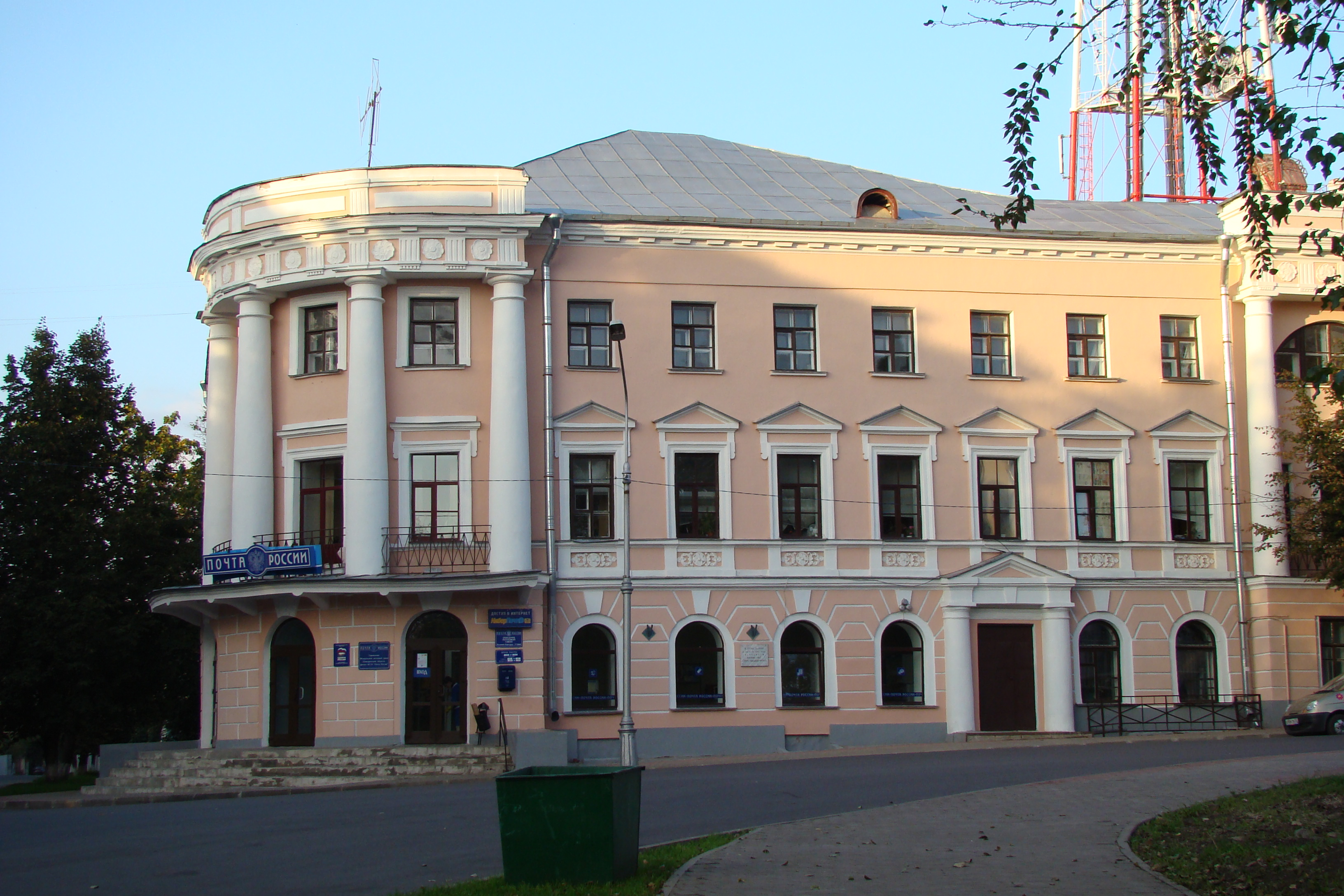
дом № 2 (главпочтамт), на пересечении с Ильинской улицей

дом № 9/5, на пересечении с улицей Бояна

В 1771 году для удобства проезда императрицы Екатеринины в Москву, по случаю её коронования здесь был выстроен Путевой Дворец (дом 3), с двумя флигилями (д. 1 и д.5). Этот дворец, давший название улице, после восстановления разрушений учинённых наводнением 1807 года, в начале XIX века стал местом размещения штаба одного из корпусов военных поселений, в большом количестве созданных на территории Новгородской губернии военным министром графом Аракчеевым. В здании дворца 2 (17) марта 1917 года солдаты 177-го запасного полка создали в Новгороде Совет солдатских депутатов, а 14 (27) апреля 1917 года здесь обосновался губернский Совет рабочих, солдатских и крестьянских депутатов, а с 1929 года размещался Дом Красной Армии, с 1962 года дом культуры носит имя Героя Советского Союза Н. Г. Васильева, который работал здесь директором с 1934 года, ныне центр культуры и досуга «ДК им. Васильева». Напротив дворца, на противоположной стороне улицы церковь Иоанна на Опоках.
На пересечении с Иваньской улицей расположен главпочтамт Новгорода (дом 2) в здании которого в июле 1941 года располагался штаб Северо-Западного фронта. В то время командовал фронтом К. Е. Ворошилов, начальником штаба фронта был Н. Ф. Ватутин.
На пересечении с улицей Бояна в доме № 9/5 расположено управление Федеральной службы исполнения наказаний по Новгородской области, в доме № 10 «Новгородский областной кожно-венерологический диспансер».
В 2007 году рассматривался вариант реконструкции улицы в части превращения её в пешеходную зону.